# 希望〜Songs for Tomorrow
『希望〜Songs for Tomorrow』（きぼう ソング・フォー・トゥモロー）は、「海上自衛隊東京音楽隊（指揮：手塚裕之）三宅由佳莉」のCDアルバム。2015年3月4日にユニバーサルミュージック合同会社から発売された。

## 概要
海上自衛隊東京音楽隊による演奏と、同音楽隊のヴォーカリスト3等海曹 三宅由佳莉（ソプラノ）による「歌と吹奏楽」のアルバムで、タイトルチューンの『希望』は自身初となる三宅３曹作詞のオリジナル曲。通常盤 (UCCY-1053) と限定盤 (UCCY-9023) があり、限定盤は特典DVD付きでSHM-CD仕様となる。
2013年8月に発売された同隊初の“吹奏楽＋歌”というスタイルのアルバム『祈り〜未来への歌声』に続きヴォーカルの三宅を全面フィーチャーした作品で、"海上自衛隊東京音楽隊／三宅由佳莉"名義でリリースされた２枚目のアルバム。発売元の公式サイトで前作に続く“2nd album”として紹介され、一般的には“三宅由佳莉のセカンド・アルバム”として認知された。
［公式サイトの商品紹介］
「顔晴（がんば）る」とは、「頑張りながらもほどよく力を抜いて、笑顔で一所懸命、それを顔晴る（がんばる）と表現している」言葉で、三宅のモットーでもあるという。
本アルバムは、オリコン週間アルバムランキング（3/16付）のクラシック部門で初登場1位を獲得。これによりファースト・アルバム『祈り〜未来への歌声』以来2作連続でクラシック・チャート初登場1位となった。また、サウンドスキャンクラシック・チャートの3月8日集計、3月15日集計、4月19日集計で1位を記録した。
Billboard JAPAN Top Classical Albumsにおいても初登場1位を獲得し5月6日時点で8週連続のチャートインを記録、年間総合ポイントによる"イヤーエンド2015"では３位を記録した。

## 収録曲
1. 旅立ちの日に
2. レット・イット・ゴー 〜ありのままで〜（映画 『アナと雪の女王』より）
3. ユー・レイズ・ミー・アップ
4. 希望（オリジナル曲）
5. 木綿のハンカチーフ
6. 椰子の実
7. 花
8. この道
9. 早春賦
10. 愛は花、君はその種子（映画 『おもひでぽろぽろ』より）
11. シンク・オブ・ミー （『オペラ座の怪人』より）
12. 見上げてごらん夜の星を
13. 希望 （ensemble version）

限定盤付属特典DVD（ミュージック・ビデオ）
1. 旅立ちの日に
2. 希望（オリジナル曲）
3. 祈り～a prayer （piano version）

## 「海上自衛隊東京音楽隊／三宅由佳莉」の楽曲
「希望」（きぼう）は歌と吹奏楽による楽曲で、アルバム『希望〜Songs for Tomorrow』のタイトルチューン。作詞：三宅由佳莉、作曲・編曲：清水大輔。
2014年に清水が東京音楽隊とユニバーサルミュージックの依頼により作曲したオリジナル曲で、Wind Band Version（吹奏楽版）とEnsemble Version（室内楽版）がある。
正式な作品タイトル（正題）は『希望～ＳＯＮＧＳ　ＦＯＲ　ＴＯＭＯＲＲＯＷ』で、JASRACが著作権を管理している。
三宅が横須賀音楽隊へ異動となった2020年、新型コロナウイルス感染症の世界的流行の中、横須賀音楽隊はYouTubeの海上自衛隊公式チャンネルで「日本応援メッセージ」として演奏動画の公開を始め、シリーズ第4弾で同曲アンサンブルバージョンのアップテンポ版を公開した。
2021年11月30日、ロケットミュージックから発売のCD『清水大輔 吹奏楽作品集 umi no oto』に、歌いやすい音域にリニューアルされたバージョンが横須賀音楽隊による新録音で収録された。